# Bulbophyllum acutiflorum
Bulbophyllum acutiflorum là một loài phong lan thuộc chi Bulbophyllum.